# The Unattractive Revolution
The Unattractive Revolution – drugi album studyjny szwedzkiego zespołu glam metalowego Crashdïet wydany 3 października 2007 roku.

## Lista utworów
1. „In the Raw” – 3:46
2. „Like a Sin” – 2:55
3. „Falling Rain” – 4:46
4. „I Don't Care” – 4:01
5. „Die Another Day” – 4:24
6. „Alone” – 3:47
7. „Thrill Me” – 4:45
8. „Overnight” – 4:02
9. „XTC Overdrive” – 4:02
10. „Bound to Be Enslaved” – 3:34
11. „The Buried Song” – 3:49

## Twórcy
| - H. Olliver Twisted – śpiew - Martin Sweet – gitara, wokal wspierający - Peter London – gitara basowa, wokal wspierający - Eric Young – perkusja, wokal wspierający - Mick Mars – (gościnnie w utworach:4 i 6) |  | - Chris Rehn – realizacja nagrań - Kevin Churko – miks - Björn Engelmann – mastering - Emma Svensson – zdjęcia |